# フリードリヒ・ルートヴィヒ・ヴァイディヒ

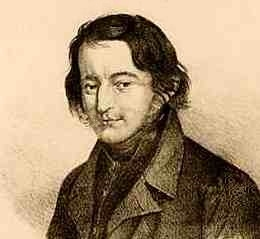
F・ルートヴィヒ・ヴァイディヒ

フリードリヒ・ルートヴィヒ・ヴァイディヒ（Friedrich Ludwig Weidig, 1791年2月15日 - 1837年2月23日）は、ドイツの教育者、革命家。ヘッセンで小学校の教員を務めながら地下活動を組織し、市民革命と民族統一を目指して非合法活動を行なった。

## 生涯
ヘッセン・オーバークレーンの林務官の家庭に生まれる。母の旧姓はリープクネヒトで、社会主義指導者ヴィルヘルム・リープクネヒトは彼の甥にあたる。ギーセン大学で神学を学び、1812年よりブッツバッハの小学校の教頭となる。
教員を務めながらヘッセン地方の急進的な政治組織に近づき、また自営業者などを集めて解放闘争のための政治教育を行なった。1833年より政治パンフレットや扇動文書の非合法出版に乗り出し、『ヘッセンのともしび』などの小冊子を印刷、配布をおこなった。このころギーセン大学の学生であったゲオルク・ビューヒナーと知り合い彼に政治的パンフレットの執筆を促し、彼の執筆した草稿から急進的すぎる文面を修正、聖書からの引用や頭辞などを付け加えた上で1834年8月に『ヘッセン急使』として出版した。しかし仲間の密告に遭ってこの『急使』の非合法出版が警察に発覚し、ビューヒナーは亡命に成功したものの他の多くの関係者が逮捕、ヴァイディヒも嫌疑を受けて9月に小村オーバー＝グレーンへ左遷された。ヴァイディヒはこの地でも密かに『急使』第2版の配布をおこなっていたが、逮捕された仲間の自白のため翌年4月に逮捕、ダルムシュタットの獄舎に繋がれた。ヴァイディヒは獄中、予審判事コンラート・ゲオルギの過酷な拷問に耐え容疑を否認し続けたが、ビューヒナーがチフスによって死去した4日後の1837年2月23日、自らガラス片で血管を切り自殺した。独房の壁には血文字で「屈辱の死よりも自由の死を取る」と書かれていた。
ヴァイディヒは1814年、フリードリヒ・ルートヴィヒ・ヤーン (Friedrich Ludwig Jahn) に倣ってタウヌス北部のシュレンツァーに体操場を設立しており、このため後の歴史家や伝記作者から「ヘッセンの体操の父」とも称されている。今日ブッツバッハにはヴァイディヒの名を冠した学校が建っており、またオーバーグリーンにもヴァイディヒの名を冠した体操場が建てられている。